# Кивалик
Кивалик (енгл. Kivalliq Region, Инуктитут ᑭᕙᓪᓕᖅ) је административни регион Нунавута у Канади. Састоји се од дела копна западно од залива Хадсон заједно са острвом Саутемптон и острвом Коутс. Регионални центар је Ренкин Инлет. Број становника на попису из 2016. године износи 10.413, што је повећање од 16,3% у односу на попис из 2011. године.
Пре 1999. године, регион Кивалик је постојао под нешто другачијим границама као Киватин, северозападне територије. Иако је име Кивалик постало званично 1999. године, Статистички завод Канаде је наставио да ову област назива регионом Киватин, Нунавут у публикацијама као што је Ценсус. Већина референци на област као „Киватин“ су генерално уклонила званичници са седиштем у Нунавуту, пошто је то име првобитно било укорењено у региону северозападног Онтарија, а настало је из Кри дијалекта, а примењивало се само на земљама насељеним Инуитима због границе сада непостојећег округа Киватин.

## Геологија
Регија Кивалик доживљава највећу стопу пост-глацијалног повратка на свету (чак 17 mm (0,67 in) годишње).

## Насељена места
| - Заселци и становништво - Арвијат (2,657) - Бејкер Лејк (2,069} - Честерфилд Инлет (437) - Корал Арбор (891) - Наујат (1,082) - Ренкин Инлет (2,842} - Вејл Ков (435) | - Бивши - Енадај - Падлеј - Вагер Беј - Кејп Фулертон - Магус Ривер - Тавани |

Остатак региона се назива Киватин, није организован од стране Статистике Канаде.

## Заштићена подручја
- Национално историјско место Арвиаајуак и Кикиктарјук Arvia'juaq
- Уточиште миграторних птица Ист Беј
- Национално историјско место Фол Карибу Кросинг
- Уточиште за птице селице Хари Гибонса
- Територијални парк Икалугарјуп Нунанга
- Територијални парк Инујарвик
- Уточиште миграторних птица реке Меконел
- Резерват за животиње Телон

## Демографија
Попис становништва Канаде 2016
- Популација: 10.413
- Популација промена (2011–2016): +6.3%
- Приватни станови: 3,007
- Површина: 444,62171 km2 (171,66940 sq mi)
- Густина: 0.02/km2 (0.06/sq mi)
- Национални ранг према броју становника (2011): 279. од укупно 283.
- Територијални ранг по броју становника: 2. од 3.